# Ичиксы
Ичи́ксы (чув. Ичиксы) — село Алатырского района Чувашской Республики России. Относится к Кувакинскому сельскому поселению.

## Географическое положение
Расположено в 24 км к северу от районного центра Алатыря. Ближайшая железнодорожная станция Алатырь расположена там же. Село располагается на обоих берегах реки Ичиксы. Административный центр поселения село Кувакино находится в 3 км к северо-востоку.

## История
Село считается одним из первых русских поселений в нынешнем Алатырском районе. Первые достоверные сведения о селе относятся к 1617 году. Около 1624 года жители села основали первоначально как Выселок, затем село Кладбищи (ныне Междуречье).
До 1764 года крестьяне села принадлежали Алатырскому Троицкому мужскому монастырю. До 1786 года они были экономическими, до 1835 года — государственными, до 1863 год — удельными крестьянами.
В XVII—XVIII веках в селе была церковь Николая Чудотворца. В 1798 году была построена новая двухпрестольная церковь (в 1888 году пристроен придел): главный в честь Воскресения Христова и в приделе во имя Святителя и Чудотворца Николая. (снесена в 1936 году).
В 1767 году построен винокуренный завод, в 1768 году — второй. Оба завода были разгромлены во время пугачёвского восстания в 1774 году.
В 1780 году, при создании Симбирского наместничества, село Ичикса, экономических крестьян, вошло в состав Алатырского уезда. С 1796 года — в Симбирской губернии.
В 1859 году село Ичикса (Ичиксы), по почтовому тракту из г. Алатыря в г. Курмыш, находилось в 1-м стане Алатырского уезда Симбирской губернии.
С 1883 года в селе действовало начальное земское училище, подразделение Алатырского уездного училища.
Общее количество торгово-промышленных заведений в селе в начале XX века составляло 14 единиц.
В 1931 году образован колхоз «8 Марта».

### Административная принадлежность
Село входило в состав Низсурского стана Алатырского уезда в XVII веке, Явлейской и Берёзовомайданской волостей в конце XVIII века, Урусовского удельного приказа с 1835 года, Кладбищенской волости Алатырского уезда с 1860-х гг. по 1924 год, Кувакинской волости Алатырского уезда с 1924 года, Ичиксинского сельсовета Алатырского района с 1927 года до 1935 год. В 1935 году вошло в Кувакинский район, после его упразднения в 1956 году вернулось в Алатырский район. В 1954 году самостоятельный Ичиксинский сельсовет включён в состав Кувакинского сельсовета, а в 1965 году выделен вновь. В 2004 году сельсовет вновь объединён с Кувакинским в Кувакинское сельское поселение.

## Население
| 2010 | 2012 |
| ---- | ---- |
| 297  | ↘280 |

Число дворов и жителей:
- 1623—25 год — 63 двора.
- 1744 год — 508 мужчин.
- 1780 год — 562[4].
- 1795 год — 110 дворов, 530 мужчин, 510 женщин.
- 1858 год — 604 мужчины, 700 женщин.
- 1897 год — 303 двора, 836 мужчин, 877 женщин.
- 1900 год — в 219 дворах, 877 м. и 922 ж[3].
- 1926 год — 423 двора, 886 мужчин, 1056 женщин.
- 1939 год — 697 мужчин, 869 женщин.
- 1979 год — 357 мужчин, 410 женщин.
- 2002 год — 195 дворов, 463 человека: 220 мужчин, 243 женщины.
- 2010 год — 146 частных домохозяйств, 297 человек: 135 мужчин, 162 женщины.[2]

## Современное состояние
В селе действуют сельский дом культуры, библиотека, акушерско-фельдшерский пункт, спортивный зал, отделение «Почты России».